# توتوی قهرمان
توتوی قهرمان (فرانسوی: Toto le Héros‎) فیلمی در ژانر کمدی-درام به کارگردانی ژاکو وان دورمال است که در سال ۱۹۹۱ منتشر شد. از بازیگران آن می‌توان به میشل بوکه، بولی لنر، میری پریه و پاسکال دوکن اشاره کرد. این فیلم برنده دوربین طلایی از جشنواره فیلم کن شده‌است.